# 길 버밍햄
길 버밍햄(Gil Birmingham, 1966년 7월 13일 ~ )은 미국의 배우이다.

## 출연 작품

### 영화
- 하우스 2 (1987)
- 노 맨스 랜드: 리커의 부활 (2008)
- 트와일라잇 (2008)
  - 뉴문 (2009)
  - 이클립스 (2010)
  - 브레이킹 던 part 1 (2011)
  - 브레이킹 던 part 2 (2012)
- 랭고 (2011) - 목소리
- 론 레인저 (2013)
- 로스트 인 더스트 (2016)
- 테이 아타 (2016, Te Ata)
- 윈드 리버 (2017) - 마틴 역
- 스페이스 비트윈 어스 (2017)
- 트랜스포머: 최후의 기사 (2017)

### 텔레비전
- 뱀파이어 해결사 (1997)
- 닥터 퀸 (1997)
- 파멜라 앤더슨의 VIP (2001)
- 메디컬 인베스티게이션 (2005)
- 참드 (2006)
- 베로니카 마스 (2006)
- 닙턱 (2009)
- 캐슬 (2010)
- 멘탈리스트 (2010)
- 더 라잉 게임 (2012)
- 베이거스 (2012)
- 밴시 (2014)
- 하우스 오브 카드 (2014)
- 언브레이커블 키미 슈미트 (2015-17)
- 세이렌 (2018-20)
- 옐로우스톤 (2018-현재)
- NCIS: 로스앤젤레스 (2019)
- 너의 조각들 (2021)
- 천국의 깃발 아래 (2022)